# Château Myrat

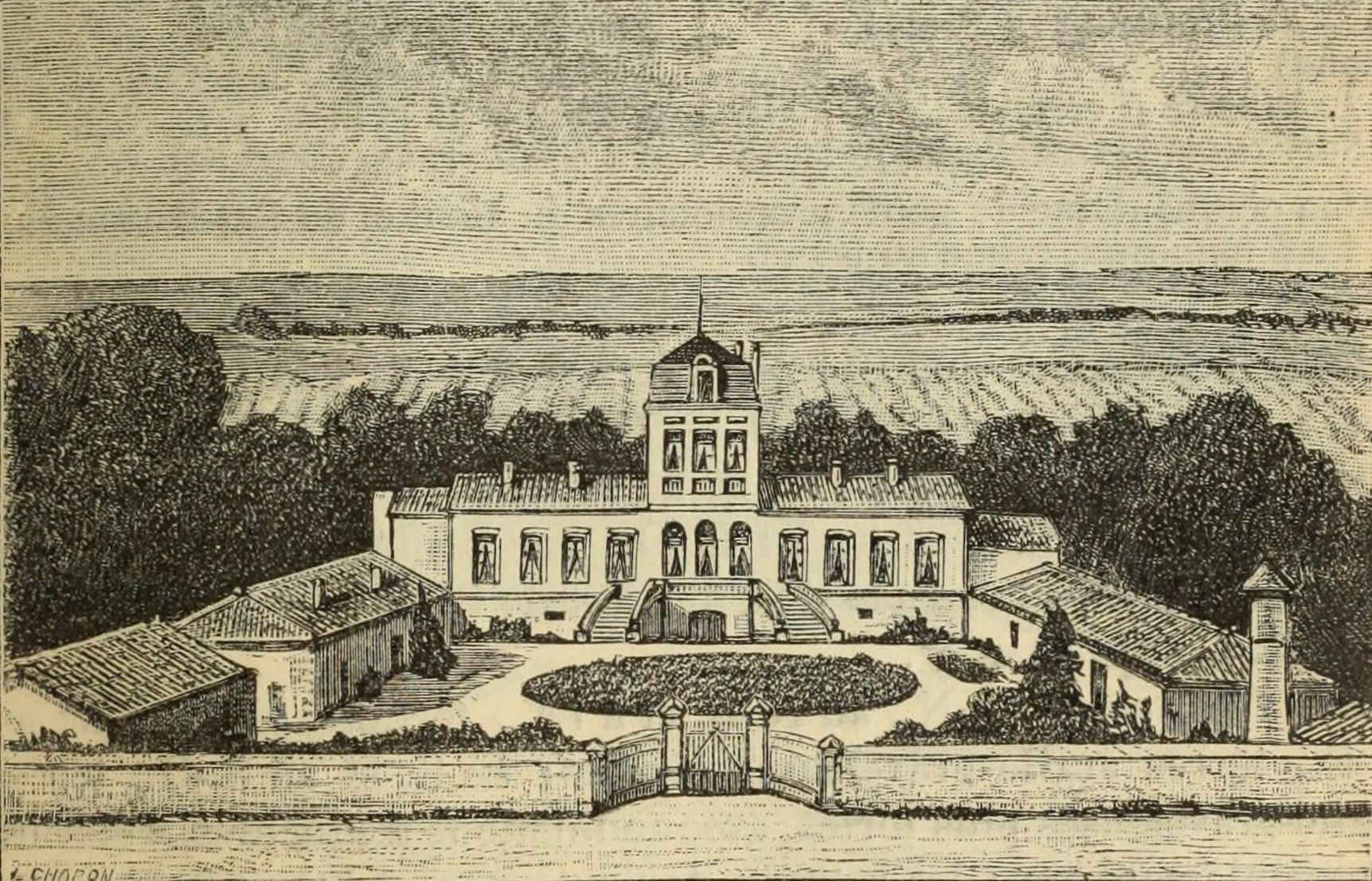
Ilustración del Château Mirat dans l'ouvrage Bordeaux et ses vins (quinta edición) de Charles Cocks y Edouard Féret publicada en 1886

El Château de Myrat o simplemente Château Myrat es una bodega de 22 hectáreas situada en Barsac en el departamento francés de la Gironda. Pertenece a la denominación de origen AOC Barsac, en la región de Graves. El vino blanco dulce que produce fue clasificado como segundo "cru" en la Clasificación Oficial del Vino de Burdeos de 1855 oficial. 

## Historia del dominio
El château data del siglo XVIII. El dominio perteneció a la familia de Pontac en la que uno de los antepasados, Arnaud de Pontac, fue una figura de la viticultura bordelesa del siglo XVII. De Pontac introdujo la noción de "cru" en la región bordelesa especialmente con su dominio de château Haut-Brion.
Desde 1988, el château conoce una segunda inspiración bajo la tutela de Jacques y Xavier de Pontac, que elaboran un Barsac tradicional.

## El terreno
Sobre un suelo arcilloso-calcáreo, la repoblación se compone al 88% de semillón, 8% de cabernet sauvignon y 4% de muscadelle.